# ショート・サーキット (映画)
『ショート・サーキット』（Short Circuit）は、1986年製作のアメリカ映画である。ジョン・バダム監督。偶然人工知能の中に感情が芽生えたロボットの逃走と、彼をかくまう人々の友情および、彼らとロボットを回収・破壊しようとする企業との対決が描かれる。
1988年には続編の『ショート・サーキット2 がんばれ!ジョニー5』も製作された。

## ストーリー

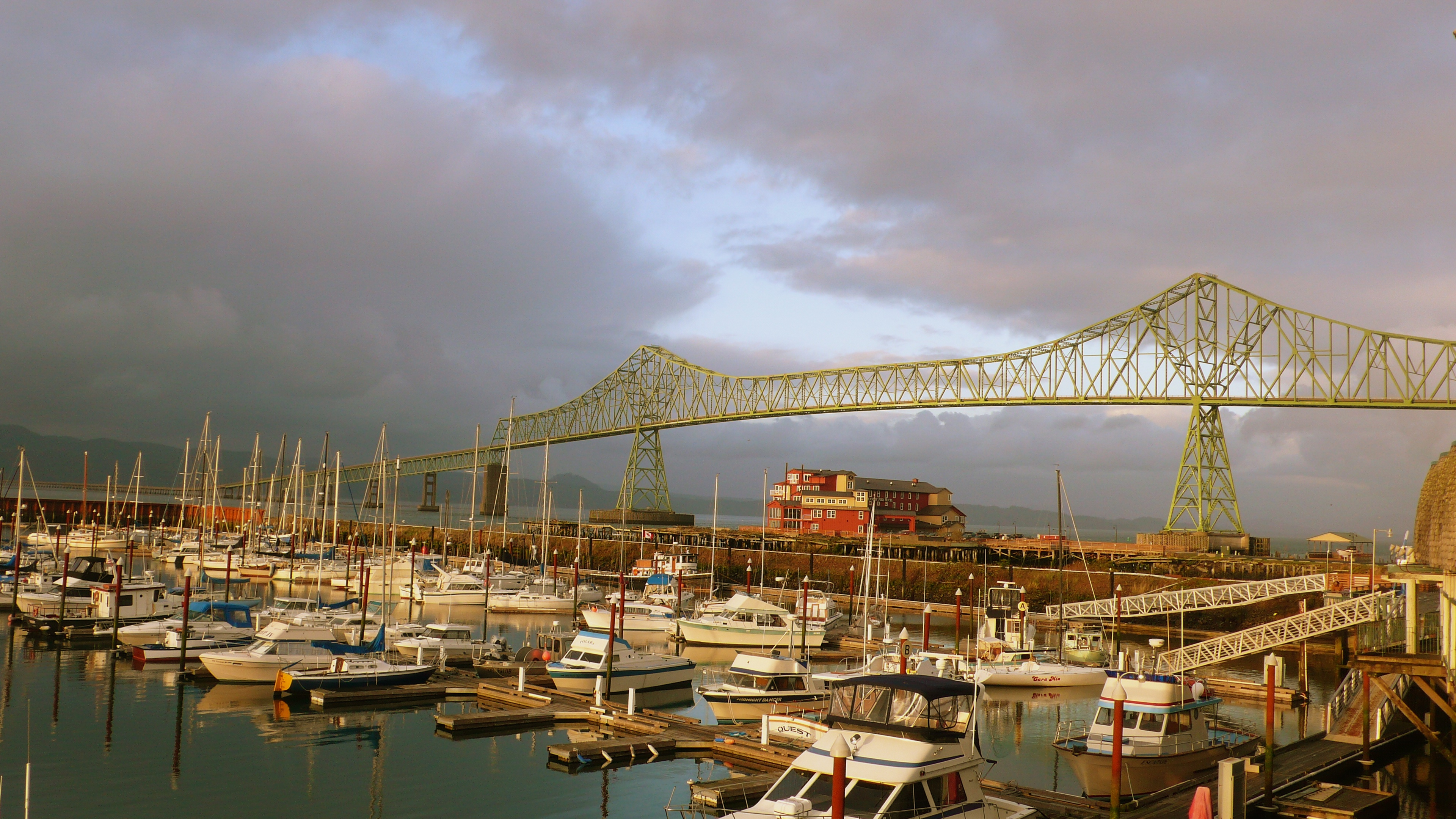
ナンバー5がパラシュートで降下するシーン等に用いられたアストリア＝メグラー橋

軍事企業「ノヴァ・ロボティクス」は、軍向けのプレゼンで全5体からなる戦闘用ロボット「S.A.I.N.T.（セント）」を発表した。無人の戦車をレーザーで破壊するというデモンストレーションの直後、にわかに雷雨が起きたため、社長のマーナーの提案で、社内でウェイトレスロボットの給仕による即席のパーティを開催することになり、セントたちもパーティ会場に駆り出されることになった。雷が激しさを増し、研究所へ戻り順次充電中だった5体のセントのうち、最後の「ナンバー5（ファイブ）」は、落雷による高電圧を受けた。従業員の動作チェックを受けたナンバー5に異常がないように見えたため、5体はそのまま、マーナー社長の命令によって、パーティ会場に向かった。最後尾のナンバー5は厨房へ戻るウェイトレスロボットの姿態に目を奪われ、別のルートを走行し始め、偶然ゴミ収集ロボットに建物外へ押し出されて、そのままトラックに積み込まれ、研究所を抜け出した。
パーティ会場にセントが4体しかいないことに気づいたマーナー社長は、開発者のクロスビーとベンに、ひそかにロボットの不在を伝える。彼らは測位システムを起動してナンバー5が社外に出たことを突き止め、遠隔プログラミングで会社に戻るように命令するが、「INPUT」という文字列を返すのみで応じようとしなかった。ナンバー5が民間人に危害を加えることを恐れたマーナー社長は、警備主任のスクローダーに、ナンバー5の捜索と破壊を命じる。
蝶を追いかけ、自覚のないままノヴァ社の警備車両を振り切ったすえ、オレゴン州アストリア郊外に迷い込んだナンバー5は、そこに住む女性・ステファニーと出会う。ナンバー5を地球に迷い込んだ宇宙人と勘違いしたステファニーはナンバー5を家に招き、「INPUT」と連呼するナンバー5の求めに応じ、百科事典などの書物や、テレビのリモコンを手渡した。一夜明け、ナンバー5は、人間のように自由に言葉を操ることができるようになった。ステファニーは、偶然転んだナンバー5の機体の底に刻印されていた銘板を見て、彼がノヴァ社のロボットであることを知って失望し、回収してもらうためにノヴァ社に電話をかけた。そのときステファニー邸の庭でバッタと遊んでいたナンバー5は、誤ってバッタを踏みつぶしてしまう。「再構築」と願うナンバー5に対し、ステファニーは「死んだ命は生き返らせることはできないの」と伝える。自身が生命を獲得したと信じていたナンバー5は、ノヴァ社が自分の生命を「解体」しにやって来るとさとり、ステファニーの自動車を盗んで逃走した。ステファニーは必死で自動車にしがみついた。
自動車は港の行き止まりに達し、そこへクロスビーとベンが到着した。クロスビーはステファニーから「ナンバー5が運転してきた」と聞き、耳を疑う。そこへスクローダーら警備員たちが現れ、ナンバー5を銃で撃ち始めた。クロスビーは「撃つな」と叫んで、銃を構える警備員たちの前に立ちはだかり、ナンバー5の電源を切ろうとスイッチに手を伸ばしたところ、抵抗に遭い、ナンバー5の変化に気づくが、その場を収めるため、なんとかスイッチを押し、ロボット運搬車に積み込んだ。ステファニーとクロスビーはナンバー5のことについて連絡を取り合うことを約束し、別れる。電源が切れたはずのナンバー5は走行中の運搬車の中で目覚め、自分で電源スイッチを入れ、壊れた部品を自分で交換し、運転する警備員たちにレーザー銃を突きつけて、運搬車を奪った。カーラジオから流れるエル・デバージの『フーズ・ジョニー』に心を奪われたナンバー5は、自身に取り付けられた測位システム用の発振器を取り外し、対向車線のトラックに投げ込んだ。その後、回収された発振器を見たクロスビーは、ナンバー5に意志が芽生えたことを疑い、独断でナンバー5を守ることを決意し、ベンを連れて研究所を飛び出した。
軍事機密だったはずのナンバー5の失踪はマスコミに公開され、2万5000ドルの懸賞金がかけられることとなった。ステファニーは「第一発見者」としてメディアスクラムに見舞われるようになった。取材陣が去った深夜、再びステファニーの前にナンバー5が現れた。ステファニーのテレビ映像を見た元恋人のフランクがステファニー邸をたずね、ナンバー5捕獲を試み、攻撃を加えたが、ナンバー5は本気で反撃せず、レーザーでベルトを焦がし、ズボンを落として退散させた。ステファニーはナンバー5が決して人間に危害を加えないことを確信する。
ナンバー5を捜索中のクロスビーとベンの自動車無線に、マーナー社長が「ステファニーが『クロスビーに会いたい』と電話してきた。バー『ブラック・ライオン・イン』へ行け」と伝えた。これはノヴァ社の罠で、すでに変装したスクローダーら警備員たちと、3体のセントが潜伏していた。セントの襲撃を受けたナンバー5は、その場にあった道具を使った機転によって3体を撃退し、ステファニーを救出した。山岳地帯に逃げたあと、一連のできごとがクロスビーの策謀だと思い込んだステファニーはナンバー5に「あの男をレーザーで黒焦げにしてよ」と口走る。ステファニーの言葉が本意でないことを察したナンバー5は、クロスビーを運搬車ごと山岳地帯に連れてくる。ステファニーとクロスビーを引き合わせたナンバー5はふたりに「コミュニケーション、INPUT」と告げる。
クロスビーは会話によってナンバー5の変化を探った。ナンバー5はプログラミングに応じなくなった理由を「命令は破壊。人間は生きている。人間の破壊はよくない」と明かした。クロスビーがうろ覚えのジョークを話してみせると、ナンバー5は少し考えたあと、大きく笑った。クロスビーは「こんなつまらないジョークで気を使って笑ってくれるなんて、感情のある証拠だ」と喜ぶ。
そこへすでに追手が迫っていた。運搬車に立てこもったナンバー5をかばうように車外に出たステファニーとクロスビーは、マーナー社長やスクローダーを説得するが、警備員たちに取り押さえられる。そのとき後部ハッチから1体のロボットが飛び出し、軍から派遣されたヘリコプターによってすかさず爆破されてしまう。警備員たちは快哉を叫ぶが、ビジネスチャンスが失われたことの落胆と、ナンバー5を破壊したことに後悔が収まらないマーナー社長はスクローダーをその場で解雇する。
失意のまま、当てもなく運搬車を走らせるクロスビーは、ステファニーに「モンタナ州の僕の実家に来ないか」と誘う。その時「それはいいアイデアだ」と聞き慣れた合成音声が聞こえた。荷台の床下の収納スペースからナンバー5が姿を表した。彼は運搬車内のスペア部品から別のセントを組み立て、おとりとして放ち、攻撃させたのだった。ナンバー5は「変な（stupid）名前だから、新しく『ジョニー・ファイブ』を名乗るよ」と宣言した。

## 登場人物

### ロボット
セント（S.A.I.N.T.）
戦闘用ロボット。S.A.I.N.T.はStrategic Artificially Intelligent Nuclear Transportの略。
人の背丈ほどの体高があり、人の関節構造を模した2本の腕のほかに、複数の特殊工具を備えた第3の腕を持つ。脚部は2つの無限軌道と1輪のタイヤを組み合わせた3点接地構造で、無限軌道の軸部を回転させることで爪先立ちのような体勢を取ることができる。
頭部に2機のカメラとハッチ状のレンズカバーを備え、目・まぶた・眉毛のように配置されている。
搭載武器はレーザー光線銃。カメラによる照準で急所を正確に見抜き、戦車なら一撃で爆発させることができる。このときカメラは赤く輝く。
背中にパラシュートが格納されている。
遠隔プログラミングや人の声による命令コマンドで行動する。コマンドに応じた合成音声を出力することができる。
ナンバー5
セントのうち、5番目に製造された機体。ノヴァ社内の変電施設に雷が落ちた影響で、充電ケーブルを経由して人工知能回路に高電圧を受け、意志と感情を獲得した。
他の個体に比べ、甲高い声で発話する。ひとつ単語を発すると、類義語を続けて話す癖がある。
イメージや連想を理解することができる。空を流れる雲や、クロスビーが即席で作ったロールシャッハ・テストを見て、形の似た別の物の名を挙げることができた。
本のページを高速でめくるだけですべての情報を記憶することができる。自動車の運転マニュアルを数秒で記憶し、すぐに運転することができた。
テレビのザッピングを好む。特に映画とCMを気に入り、自身の声でセリフやキャッチコピーを再生する。
ナンバー1・ナンバー2・ナンバー3
ナンバー5の逃亡後、ナンバー5破壊をプログラムされた3体。ナンバー5によって電源を切られ、彼がテレビで見た「三ばか大将」のセリフと動作を延々と続けるように再プログラムされた。

### 人間
ステファニー・スペック
移動販売車の軽食店を経営しながら動物保護運動を行っている女性。犬、猫、ウサギ、ニワトリ、スカンクなどのたくさんの小動物とともに暮らしている。次作『ショート・サーキット2 がんばれ!ジョニー5』にも登場。
ニュートン・クロスビー
ノヴァ社のロボット研究者。平和主義者で、セントの開発に関しては不本意な心境でいた。多忙のために数年間研究所の外に出たことがなく、恋愛を含むあらゆる社会経験に乏しい。ステファニーに好意を持つ。
ベン・ヤビタヤ
ノヴァ社のロボット研究者。インド訛りがあるが、移民ではなく、両親の代からアメリカ出身だと自称している。クロスビー同様数年間研究所の外に出たことがないにもかかわらず、恋愛経験が豊富だと豪語している。次作『ショート・サーキット2 がんばれ!ジョニー5』にも登場。
ハワード・マーナー
ノヴァ社の社長。博士号を持つが、ロボット研究に直接関与しておらず、経営に専念している。ナンバー5逃亡後、破壊を主張するスクローダーと保護を求めるクロスビーらとのあいだで板挟みになる。
スクローダー
ノヴァ社の警備主任。私設軍隊のような警備隊を率いる。軍と独自のコネクションがあり、ヘリコプター「ヒューイ」を派遣させた。
フランク
ステファニーの元恋人。ステファニーから金をたかり続け、別れたあとも、ひそかにステファニーの飼い犬・ビーズリーを実験動物施設に売り飛ばそうとした。ナンバー5にかけられた賞金目当てでステファニーに再接近し、ナンバー5の返り討ちに遭う。

## キャスト
| 役名                   | 俳優                          | 日本語吹替 |
| ---------------------- | ----------------------------- | ---------- |
| ステファニー・スペック | アリー・シーディ              | 土井美加   |
| ニュートン・クロスビー | スティーヴ・グッテンバーグ    | 富山敬     |
| ベン・ヤビタヤ         | フィッシャー・スティーヴンス  | 江原正士   |
| ハワード・マーナー     | オースティン・ペンドルトン    | 羽佐間道夫 |
| スクローダー           | G・W・ベイリー                | 坂口芳貞   |
| フランク               | ブライアン・マクナマラ        | 二又一成   |
| ナンバー5の声          | ティム・ブレイニー            | 三ツ矢雄二 |
| デューク               | マーヴィン・J・マッキンタイア | 秋元羊介   |
| オーティス             | ジョン・ガーバー              | 仲木隆司   |
| セペダ夫人             | ペニー・サントン              | 沼波輝枝   |
| ウォッシュバーン将軍   | ヴァーノン・ウェドル          | 上田敏也   |
| ザック                 | ビリー・レイ・シャーキー      | 小島敏彦   |
| ノーマン               | フレッド・スライター          | 加藤正之   |
| 農夫                   | ハワード・クリック            | 藤本譲     |
| カメラマン             | ジョン・バダム （カメオ出演） |            |

- 日本語吹替 - 初放送：1988年9月24日 フジテレビ 『ゴールデン洋画劇場』 ※HDニューマスター・エディションDVD・Blu-ray Disc収録

その他声の出演：嶋俊介、色川京子、江沢昌子、花形恵子、喜多川拓郎、井上和彦

## スタッフ
- 監督 - ジョン・バダム
- 製作 - デビッド・フォスター、ローレンス・ターマン
- 脚本 - S・S・ウィルソン、ブレント・マドック
- 撮影 - ニック・マクリーン
- 美術 - ダイアン・ウェーガー
- 編集 - フランク・モリス（英語版）
- 総指揮 - マーク・ダモン、ジョン・ヘイド
- 音楽 - デビッド・シャイア
- 視覚効果 - フィリップ・ハリソン
- メカデザイン - シド・ミード
- ロボット操作 - エリック・アラード
- パペッター - ティム・ブレイニー（英語版）

### 日本語版制作スタッフ
- 演出：蕨南勝之
- 翻訳：宇津木道子
- 調整：金谷和美
- 効果：南部満治／大橋勝次
- 選曲：河合直
- 制作：ザック・プロモーション

## 製作
- 登場するロボットはシド・ミードによってデザインされた。DVDに収録されているコメントによると、たくさんのパーツを作る必要があったナンバー5などのロボットに最も予算がかかった。ロボット製作のために予算が回されたため、セットや小道具等は、相対的にローコストとなった。
- 一部の例外を除き、ナンバー5の声は、撮影中にパペッター（人形操り師）のティム・ブレイニーによってリアルタイムで収録された。アフレコで音声をあとからつけるよりも、ロボットとのやりとりがよりリアルになると考えられたためである。
- ステファニーへ取材班が殺到するシーンに、監督のジョン・バダム自身がカメオ出演している。
- 本作中、ナンバー5がテレビで映画を見るシーンで「三ばか大将」シリーズの第1作『Woman Haters』および、バダム監督作品である『サタデー・ナイト・フィーバー』の映像が用いられている。

## 評価
レビュー・アグリゲーターのRotten Tomatoesでは38件のレビューで支持率は61%、平均点は5.30/10となった。Metacriticでは12件のレビューを基に加重平均値が50/100となった。

## 派生作品
- 1987年、イギリスのオーシャン・ソフトウェア（英語版）によってビデオゲーム版が発売された。コモドール64、Amstrad CPC、ZX Spectrumの3機種版が、ヨーロッパ限定で販売された。ナンバー5を操作し、研究所からの脱出を目指すという内容のアクションゲーム。
- 2008年にリメイク版の製作が決定したと報じられている[5]。

## その他
- 逃亡直後のナンバー5が遠隔プログラミング装置の画面へ向け、ドクターペッパーの広告看板の画像を投影し、クロスビーが「一体これは何だ?」と首をかしげるカットは、クロスビーを演じるグッテンバーグが競合他社のコカ・コーラのテレビCMに出ていたことにちなむギャグである。
- クロスビーがナンバー5に聞かせるジョークに関するセリフは、ストーリー展開上、わざと不完全になっている。本来は、3人の聖職者の男がゴルフで賭けをし、出し合った賞金をどのように使うかを言い合い、1人目は「地面に丸を書いて投げ、その内側に入ったものだけを私が取り、残りは神様に捧げる」、2人目は「その外側に入ったものだけを私が取り、残りは神様に捧げる」、そして3人目が「神様へ（＝天に向かって）投げ、神様が取らなかった分を取る」と答えてオチとなる、という内容であるが、クロスビーは肝心のオチを「『神様に向かって投げるよ』と言った」とだけ言い、神様が金を受け取ることはできない、という不条理の部分をわかりにくくしてしまっている。